# Uwolnienie
Uwolnienie (ang. Deliverance) – amerykański dreszczowiec z 1972 roku w reżyserii Johna Boormana i z scenariuszem Jamesa Dickeya na podst. jego powieści Wybawienie. W 2008 roku został wprowadzony do Narodowego Rejestru Filmowego Stanów Zjednoczonych jako film „znaczący kulturowo, historycznie bądź estetycznie”. Debiut filmowy Neda Beatty’ego i Ronny’ego Coxa. 

## Opis fabuły
Czwórka biznesmenów z Atlanty – Lewis, Ed, Bobby i Drew – organizuje wyprawę w puszczańskie tereny Appalachów, zanim nie zostanie tu zbudowana zapora niszcząca pierwotny charakter miejsca. Pragną na jakiś czas uciec od cywilizacji i przeżyć prawdziwą męską przygodę. Charyzmatyczny Lewis będący liderem i cichy Ed są doświadczeni w takich wyprawach, zaś Bobby i Drew są nowicjuszami. Na lokalnej stacji benzynowej Drew ze swoją gitarą wdaje się w muzyczny pojedynek z chłopakiem grającym na banjo. Pojedynek sprawia u obu przyjemność, a niektórzy miejscowi na jego dźwięk zaczynają tańczyć. Biznesmeni zauważają u zacofanych miejscowych oznaki chowu wsobnego i widoczną niechęć wobec miastowych.
Eda niepokoi wywyższanie się Lewisa przed tutejszymi. Docierają nad rzekę Cahulawasee, gdzie odbywają spływ kajakowy. Nocą rozbijają obóz, gdzie słyszą niepokojące odgłosy. Rankiem Ed udaje się na samotne polowanie z łukiem, jednak nie ma odwagi zabić mulaka. Ponownie płynąc kajakami Ed i Bobby na brzegu natrafiają na dwóch wrogich ludzi gór ze strzelbą. Jeden z nich gwałci Bobby’ego i zamierzają zrobić to samo z Edem, ale w ostatniej chwili ratują go dopływający Lewis i Drew. Gwałciciel zostaje zabity przez Lewisa z łuku, a jego bezzębny kompan po utracie strzelby ucieka w las. Przerażony Drew sugeruje zgłosić wszystko na policję, ale reszta czując, że będą mieli niekorzystny proces sądowy decyduje o zakopaniu zwłok.  
Mężczyźni w popłochu kontynuują spływ rzeką, lecz roztrzęsiony Drew zapomina o założeniu kapoka i na niebezpieczny odcinku bystrza wpada do wody. Jedna z kanadyjek rozbija się o skały i wszyscy lądują u brzegu. Lewis ciężko ranny w nogę czuje, że Drew nie żyje i stoi za tym bezzębny, który śledził ich z ukrycia. Ed z wielkim trudem idzie na szczyt skał, by dopaść bezzębnego. W końcu udaje mu się zastrzelić uzbrojonego w strzelbę bezzębnego z łuku, jednak w afekcie upada do tyłu, dźgając się przy tym jedną ze swoich strzał. Po pozbyciu się zniszczonego łuku i strzelby Ed z Bobbym zrzucają obciążone zwłoki bezzębnego, aby mieć pewność, że nigdy nie zostaną znalezione. Robią to samo z martwym ciałem Drew, które odkrywają w dole rzeki.  
Płynąc ocalałą kanadyjką z nieruchomym Lewisem Ed i Bobby docierają do miasteczka Aintry, które wkrótce ma zniknąć pod powierzchnią wody od zapory. Tam Lewis i Ed trafiają do szpitala, a Bobby przedstawia lokalnym władzom ustaloną przez wszystkich spreparowaną wersję wydarzeń. Wkrótce zostaje znaleziony fragment rozbitej kanadyjki. Szeryf Bullard niespecjalnie wierzy w historię mężczyzn, ale puszcza ich wolno z braku dowodów. Opowiada, że w tym samym czasie słuch zaginął o szwagrze zastępcy Queena. Lewis mogący mieć amputowaną nogę przysięga z kompanami, by zachować prawdziwą historię w tajemnicy do końca życia. Szeryf mówi wyjeżdżającym Edowi i Bobby’emu, by nigdy tu nie wracali. Chce, by Aintry umarło w spokoju. Po powrocie do domu Eda nękają koszmary, w którym z jeziora unosi się wzdęta dłoń.

## Obsada
- Jon Voight – Ed Gentry
- Burt Reynolds – Lewis Medlock
- Ned Beatty – Bobby Trippe
- Ronny Cox – Drew Ballinger
- Bill MacKinney – człowiek gór
- Herbert Coward – bezzębny
- James Dickey – szeryf Bullard
- Ed Ramey – starzec
- Billy Redden – Lonnie
- Macon McCalman – zastępca szeryfa Queen
- John Fowler – lekarz
- Seamon Glass – Griner
- Randall Deal – Griner
- Belinha Betty – Martha Gentry
- Charley Boorman – Charlie Gentry

## Nagrody i wyróżnienia
| Nagroda                               | Kategoria                                             | Nominowani                                | Wynik     | Źródło |
| ------------------------------------- | ----------------------------------------------------- | ----------------------------------------- | --------- | ------ |
| Nagroda Akademii Filmowej             | Najlepszy film                                        | John Boorman                              | Nominacja | [ 8 ]  |
| Nagroda Akademii Filmowej             | Najlepsza reżyseria                                   | John Boorman                              | Nominacja | [ 8 ]  |
| Nagroda Akademii Filmowej             | Najlepsza montaż                                      | Tom Priestley                             | Nominacja | [ 8 ]  |
| Nagroda Brytyjskiej Akademii Filmowej | Najlepszy zdjęcia                                     | Vilmos Zsigmond                           | Nominacja | [ 9 ]  |
| Nagroda Brytyjskiej Akademii Filmowej | Najlepszy dźwięk                                      | Jim Atkinson, Walter Goss, Doug E. Turner | Nominacja | [ 9 ]  |
| Nagroda Brytyjskiej Akademii Filmowej | Najlepszy montaż                                      | Tom Priestley                             | Nominacja | [ 9 ]  |
| Złote Globy                           | Najlepszy dramat                                      | Najlepszy dramat                          | Nominacja | [ 10 ] |
| Złote Globy                           | Najlepsza reżyseria                                   | John Boorman                              | Nominacja | [ 10 ] |
| Złote Globy                           | Najlepszy scenariusz                                  | James Dickey                              | Nominacja | [ 10 ] |
| Złote Globy                           | Najlepszy aktor w dramacie                            | Jon Voight                                | Nominacja | [ 10 ] |
| Złote Globy                           | Najlepsza piosenka                                    | Dueling Banjos (Eric Weissberg)           | Nominacja | [ 10 ] |
| Directors Guild of America Awards     | Najlepsze osiągnięcie reżyserskie w filmie fabularnym | John Boorman                              | Nominacja | [ 11 ] |
| Writers Guild of America Awards       | Najlepsza adaptacja innego medium (dramat)            | James Dickey                              | Nominacja | [ 12 ] |